# Citroën Ami
De Citroën Ami serie van Citroën werd in 1961 gelanceerd en bleef tot 1979 in productie. Soms werd de Ami in Frankrijk de Citroën 3CV genoemd.

## AMI6
In de vroege jaren zestig was het modellenaanbod van Citroën erg beperkt geraakt. Aan de ene kant was er de 2CV als goedkope auto voor met name het platteland, aan de andere kant was er de luxe en dure DS, die door de gegoede burgerij gekocht werd. Citroën merkte dat de markt echter vroeg om een tussenmodel, een middenklasser, om meer klanten te bedienen.
Directeur Pierre Bercot van Citroën gaf Flaminio Bertoni de opdracht een auto te ontwerpen van maximaal 4 meter lang, met veel kofferruimte, maximale ruimte voor de inzittenden, en zonder vijfde deur. Het project heette in eerste instantie "M" voor Milieu de Gamme (middenklasser).
Om budgettaire redenen moest men dicht bij de techniek van de 2CV blijven hetgeen resulteerde in een auto met kofferbak, op het chassis van de 2CV. Om voldoende binnenruimte achterin te creëren, tekende Bertoni de karakteristieke achteroverhellende achterruit. Dit ontwerp was eerder bij enkele productieauto's toegepast, waaronder de Ford Anglia.
Voor de motor werd het ontwerp van de tweecilinder luchtgekoelde boxermotor van de 2CV gebruikt, maar dan voorzien van een grotere cilinderinhoud. De keuze voor die motor hield in dat het oorspronkelijke ontwerp voor de motorkap aangepast moest worden. Dit had onder andere de "uitholling overdwars" tot gevolg. De Ami is een van de eerste productieauto's die zijn uitgerust met rechthoekige (niet-ronde) koplampen. Er is ook een Amerikaanse versie, de Ami6 Club. Deze heeft reglementaire ronde koplampen en afwijkende knipperlichten. Gedurende de paar jaar dat de Ami in de Verenigde Staten te koop was, is er een driehonderdtal van verkocht, inclusief de breaks.
De Ami6 werd gebouwd in een geheel nieuwe fabriek, Rennes-la-Janais genaamd, in Chartres-de-Bretagne. De publieksintroductie vond plaats op de Parijse autosalon van 1961. De berline kende een behoorlijk commercieel succes met een totaal aantal gefabriceerde voertuigen (wereldwijd) van 483.986.

## AMI6 break

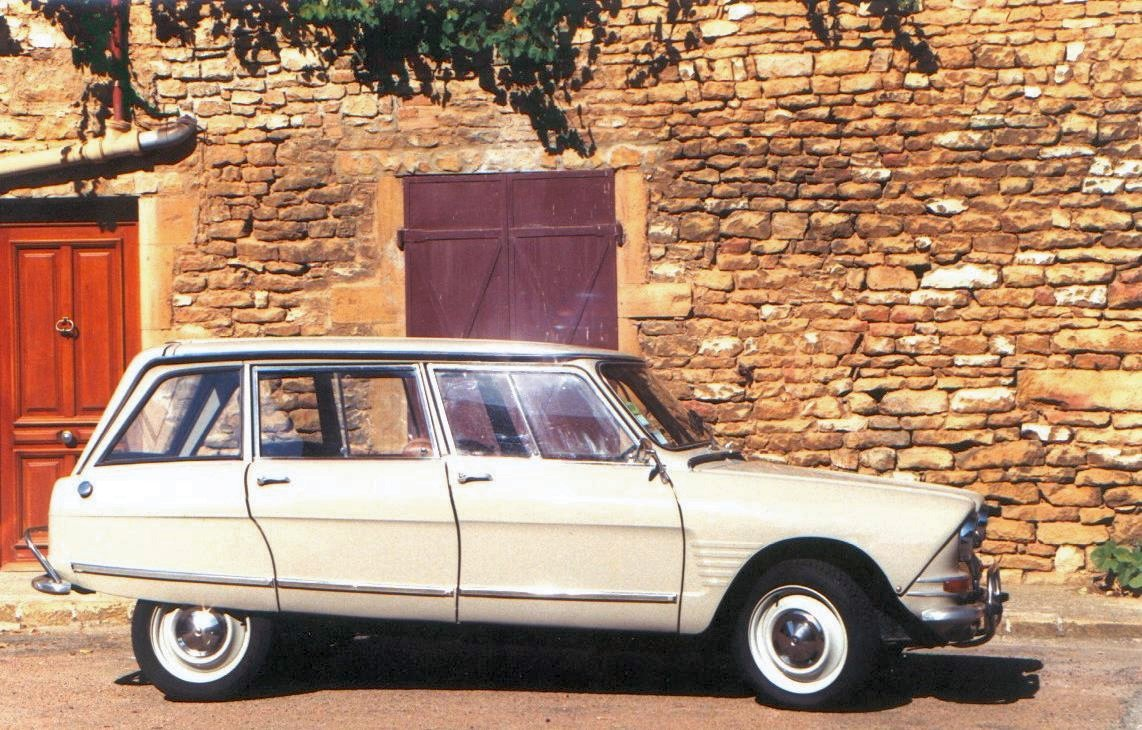
AMI6 break club 1969

De 6 berline verkocht goed, maar de klanten bleven erg verdeeld over de styling. Zowel de pers als de dealers ("concessionaires" bij Citroën) drongen sterk op een stationversie aan. In 1963 begon Bertoni aan de break. De introductie hiervan vond plaats in augustus 1964, zes maanden na de dood van Bertoni. Al snel verkocht de break veel beter dan de berline, wat resulteerde in een totaal geproduceerd aantal van 551.880 exemplaren. Als speciale uitvoering is nog te noemen de break Club, met ronde, dubbele koplampen à la de Amerikaanse uitvoering, stootstrips, moquette op de vloer, en in het algemeen een wat luxueuzere uitvoering. Deze was leverbaar vanaf modeljaar 1968. Later volgde de berline met een vergelijkbare uitrusting.
Er zijn twee bestelwagenvarianten geweest van de break: de Service en de Service vitrée. Het zijn tweedeursuitvoeringen met, volgens de folders, een verlengd achterscherm van ABS. Op de productiemodellen zijn echter uitsluitend metalen schermen toegepast. De Service toleé heeft geen zijramen, de vitrée-versie heeft die wel.

## AMI8 berline en break

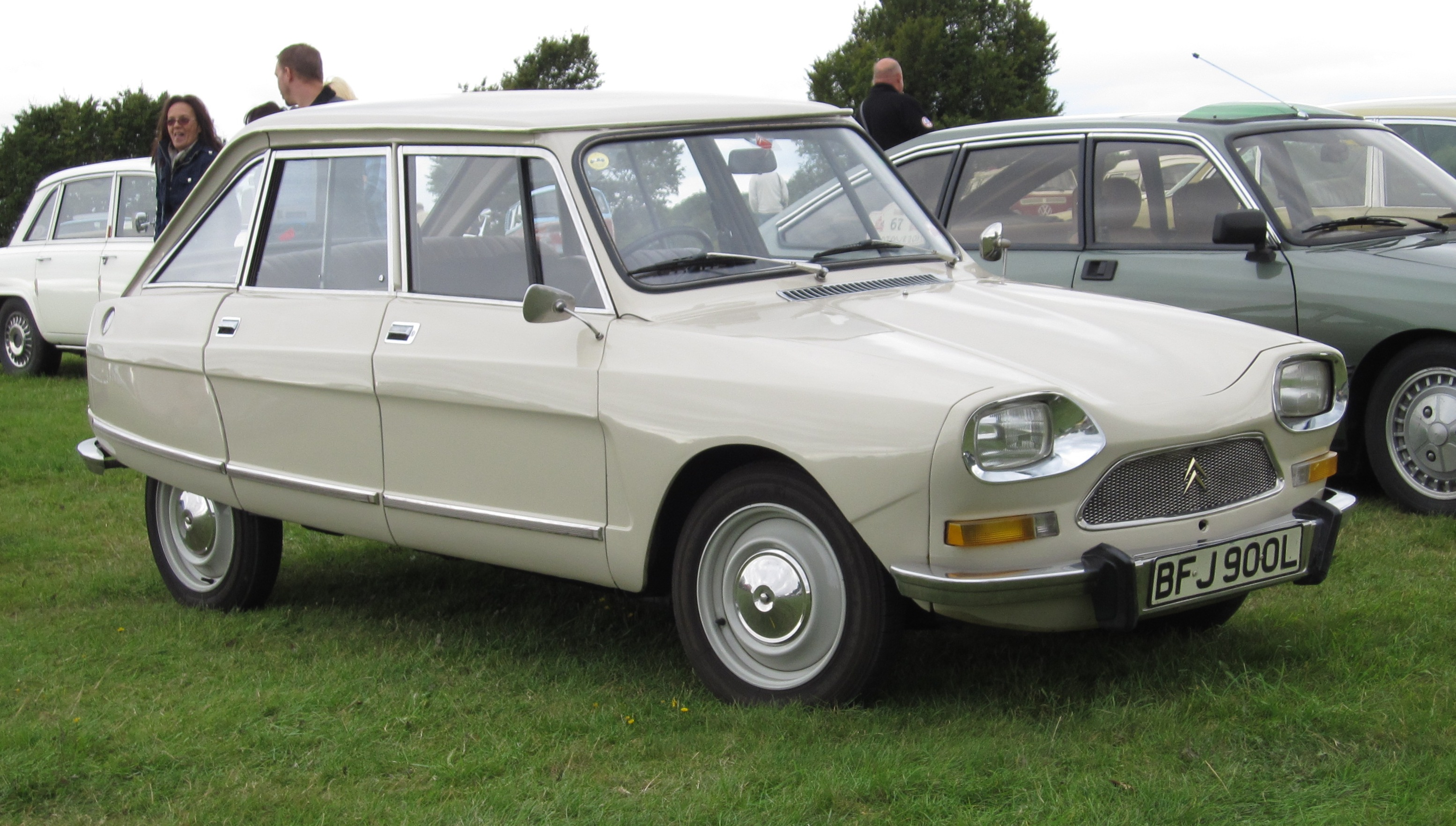
AMI8 berline

### Nieuw
In feite was de gehele auto onder handen genomen: meer beenruimte voor achterpassagiers, grotere voorruit, nieuw dashboard, andere bumpers, nieuwe achterlichten, verzonken portiergrepen in de deuren en montage van een dwarsstabilisator om het ernstige overhellen in bochten wat te dempen.

### Schijfremmen
Bijna alle carrosseriedelen wijken af van de Ami6. De allereerste Ami8 types zijn te herkennen aan het ontbreken van het double chevrons-logo op de grille, aan schuifruiten in de voorportieren, portierbekleding met opbergruimte en de trommelremmen tegen de versnellingsbak.
De meest in het oog springende ontwikkeling van de Ami8 was de introductie van de schijfremmen, in combinatie met een zogenoemd ’groen’ hydraulisch remsysteem waarin LHM-vloeistof de gewone remolie vervangt. Dit gebeurde in 1970. Vrijwel tegelijkertijd werden de schuifruiten in de voorportieren vervangen door neerdraaibare ramen.

### Ongewijzigd
Behalve kleinere detailwijzigingen bleef de Ami8 berline van 1969 tot 1978 ongewijzigd in productie, hoewel deze van de Ami8 break nog tot 1979 werd voortgezet. Hij maakte toen definitief plaats voor de in september 1978 geïntroduceerde Citroën Visa. Afgeleide types van de Ami8 zijn de break en de break service (tôlée en vitrée). In 1969 werden de Ami8 en de Ami6 break en break service naast elkaar geleverd. De Ami8 breakmodellen vervingen de Ami6 break in 1970. De allereerste Ami8 berlines hadden nog de trommelremmen van de Ami6. Het gaat hier om enkele exemplaren. Al heel snel kwamen de schijfremmen en de draairamen in de voorportieren. De Ami8 break werd direct met schijfremmen geleverd.

## AMI Super
De Ami Super was een variant die was uitgerust was met de viercilinder motor van een Citroën GS. Dit model werd tussen 1973 en 1976 gemaakt. In 1972 levert Citroën de viercilinder GS-motor in een Ami onder de toevoeging Super. Deze motor leverde 61 pk bij 6750 toeren per minuut.
Het werd een relatief snelle wagen vanwege de lichte carrosserie. Zo trok de wagen van 0 tot 100 in ruim 16 seconden. De super haalde een topsnelheid van 145 km/u.
Bij hoge snelheden werd het lawaai voor de inzittenden fors. Na enkele jaren stopte men met de levering en daarom zijn deze super-Ami's tegenwoordig schaars.

## M35

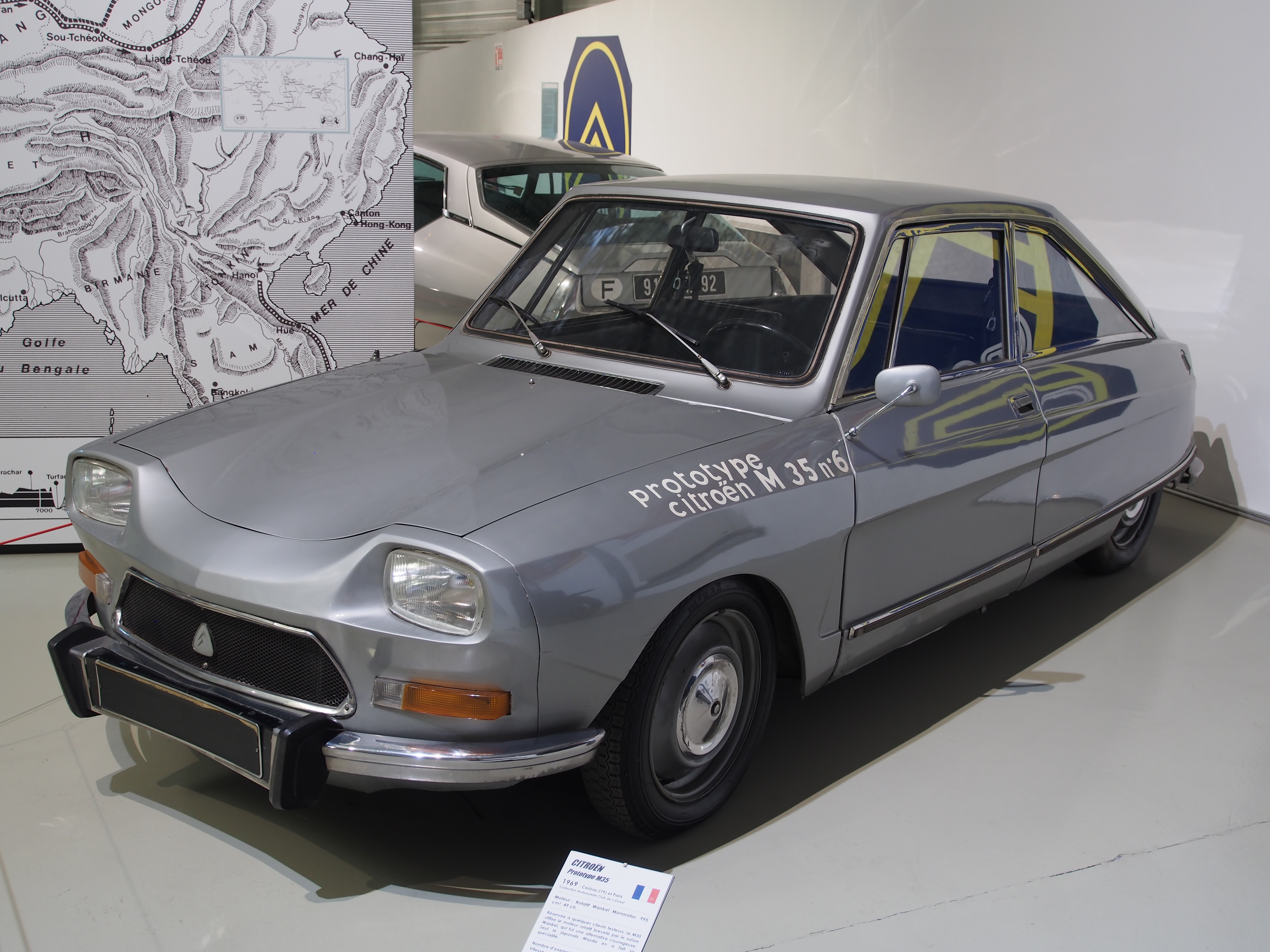
Citroën M35 prototype

De M35 is een tweedeurs coupé prototype, gebaseerd op de carrosserie van de Ami8. Deze was uitgerust met een wankelmotor. Het onderstel had veel weg van de gewone Ami8, maar was met hydropneumatische vering uitgevoerd. In 1969 zijn zes exemplaren van dit prototype gebouwd. In totaal werden er 267 gebouwd van de oorspronkelijk geplande 500 exemplaren. Ze werden aangeboden aan een select publiek van Citroën. Citroën bood hen onder andere een mobiliteitsgarantie aan die hen duur te staan kwam, aangezien de betrouwbaarheid niet denderend was. De M35 verdween in 1971 uit de catalogus. Nadien kocht Citroën veel exemplaren terug om ze te vernietigen, wat de M35 tot een zeldzame auto maakt.